# ヒガシアメリカオウギハクジラ
ヒガシアメリカオウギハクジラ（東亜米利加扇歯鯨、Mesoplodon europaeus）はハクジラ亜目アカボウクジラ科オウギハクジラ属に属する小型のクジラである。

## 名称
種小名の「europaeus」は「ヨーロッパの」という意味である。
英名の「Gervais'」は、本種を新種として報告したフランスの古生物学者であるポール・ジェルベーに由来する。他の英名としては、「Antillian Beaked Whale」や「Gulf Steam Beaked Whale」や「European Beaked Whale」などが知られる。
和名の「ヒガシアメリカ（東アメリカ）」は生息域がアメリカの東海岸沖の大西洋であることに由来する。

## 形態

ヒトとの大きさの比較。

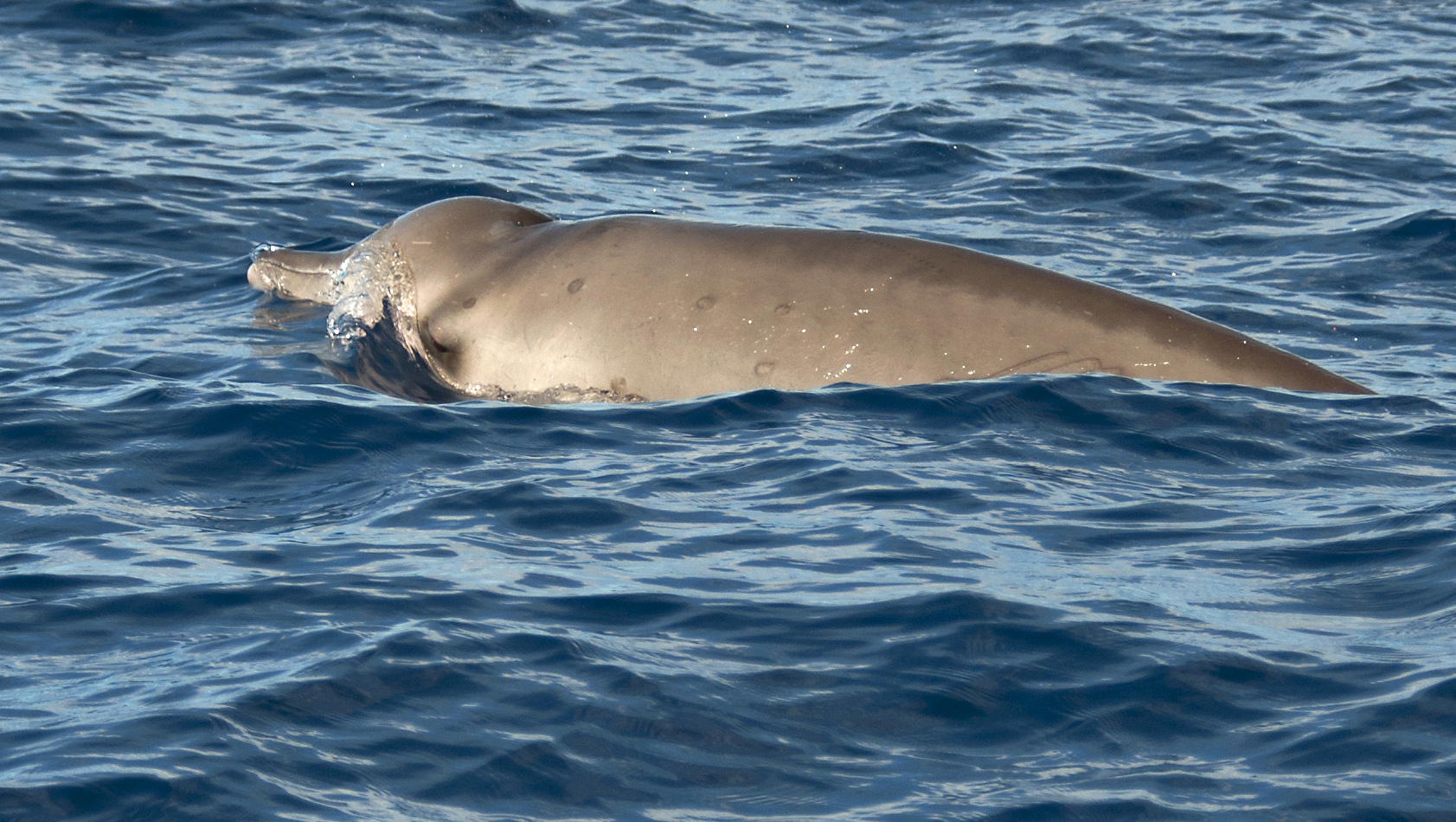
グアドループ沖にて。

ヒガシアメリカオウギハクジラはオウギハクジラ類としてはすらっとした細身であり、前後方向に延びているような印象を受ける。
雄の特徴である下顎の2本の歯は比較的小さいためあまり目立たない。
上下の唇の形状は、雄の場合でも直線的であるという特徴を持つ。
頭部は小ぶりでメロンはほとんどなく、口吻方向に向かって細まっていく形状であり、口吻は明確ではない。
体色は全身が灰色であり、背側は濃い灰色、腹側は明るい灰色である。
雌の場合、眼の周囲に濃い灰色の輪状の模様や、生殖器周辺や頭部に明るい色の斑点状の模様を持つことがある。
若い個体の体色は明るい灰色を基調とするが、成長にするに従って暗い色に変化していく。
成体の体長は雄が4.5m、雌が5.2m程度であり、体重は1,200kgを超えると考えられている。
産まれた直後の体長は2.1m程と考えられる。
寿命は不明であるが、座礁した個体について48歳という調査結果が報告されている。

## 生息域、生息数

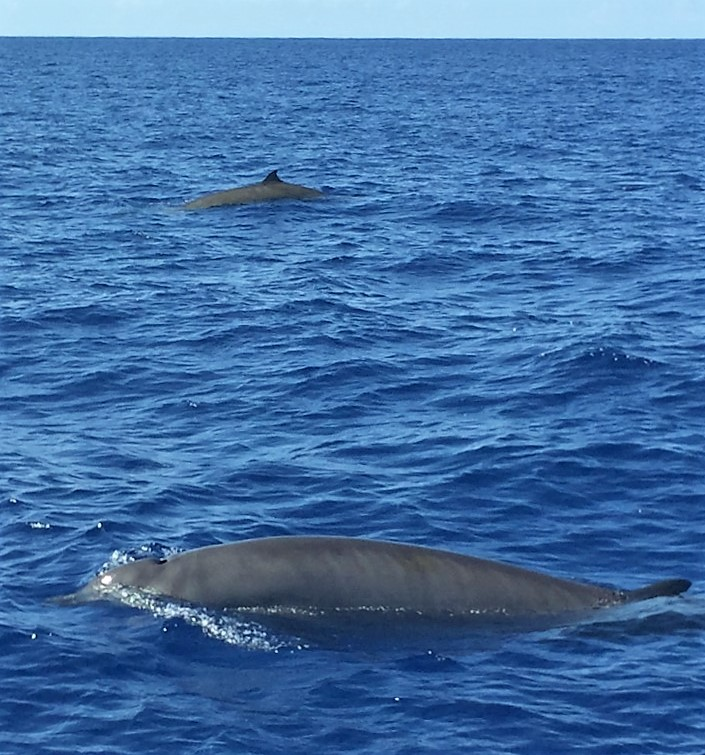
英名の通り、メキシコ湾流域に生息する（ノースカロライナ州沖）。

北半球を中心とする大西洋の温帯から熱帯にかけての海域に棲息する。
本種の座礁（ストランディング）が初めて報告されたのはイングランドの海岸である。
その後、アイルランド、カナリア諸島、西アフリカ、アセンション島などで座礁が報告されている。
2001年8月にはブラジルのサンパウロ州における座礁例が報告されており、これが最南端の座礁例である[Santos 2003]。
アメリカの大西洋側海岸において、アカボウクジラ類として最も座礁数が多いのがヒガシアメリカオウギハクジラである。
1992年から1998年の間に、アカボウクジラ類の座礁は49頭が報告されているが、うち28頭がヒガシアメリカオウギハクジラである[CMC]。

## 生態

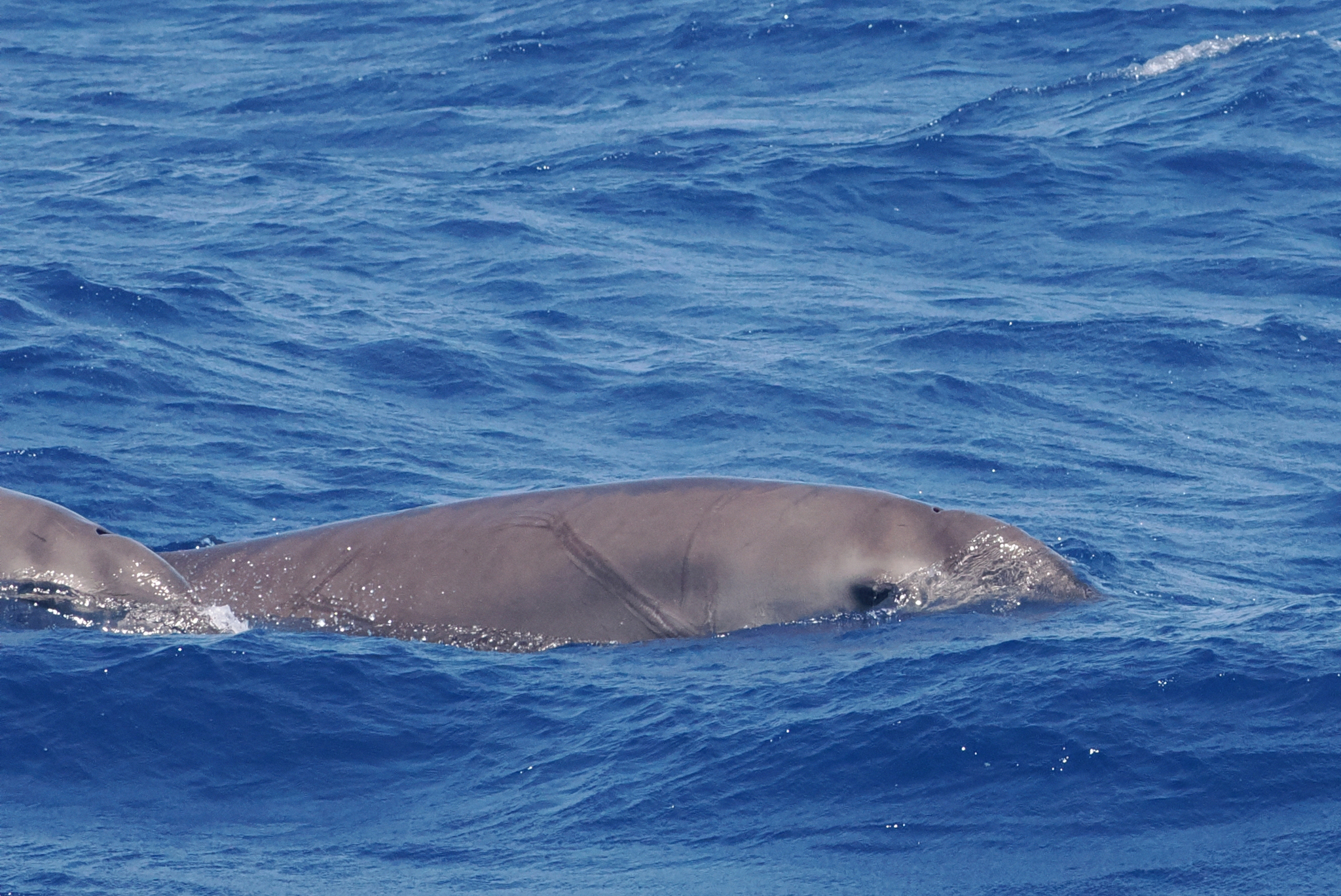
ノースカロライナ州沖にて。

外洋性であることと、深海性であること以外はほとんどの生態情報が判明していない。2002年の時点では、確実な生体の観察記録が存在しなかった。
座礁の状況からの推測では比較的小さな群を成して行動すると考えられる。
主にイカ類を食べると考えられている。

## 保護
全生息数は不明であるが、おそらく少数であろうと考えられている。
IUCNのレッドリストでは「情報不足」に分類されている。
捕鯨の対象となったことはない。
漁網などによる混獲の被害の報告は少ない。